# باتريك اورت
باتريك اورت (بالألمانية: Patrick Orth) (و. 1968 – م) هو مصور سينمائي من ألمانيا. ولد في كارلسروه. 

## وصلات خارجية
- باتريك اورت على موقع IMDb (الإنجليزية)
- باتريك اورت على موقع قاعدة بيانات الأفلام العربية
- باتريك اورت على موقع ألو سيني (الفرنسية)
- باتريك اورت على موقع أول موفي (الإنجليزية)
- باتريك اورت على موقع قاعدة بيانات الفيلم (الإنجليزية)
- باتريك اورت على موقع كينوبويسك (الروسية)